# Liste des évêques de Tricarico
Cette liste recense les évêques qui se sont succédé sur le siège du diocèse de Tricarico.

## Évêques
- Arnaldo (1060 - 1075)
- Roberto (1075 - 1094)
- Librando (1095 - 1105)
- Leobrando (1109 - 1118)
- Pietro (1119 - 1124)
- Leobrando II (1124 - 1127)
- Erberto (1127 - 1154)
- Roberto II (1154 - 1175)
- Roberto III (1175 - 1194)
- Giovanni (1195 - 1230)
- Ruggero I (1231 - 1253)
- Palmerio de Gallusio (1253 - 1283)
- Leonardo de Aragall, O.F.M (1284 - 1301), nommé archevêque d'Oristano
- Riccardo (1301 - ?)
- Francesco Bonaccursio (1324 - ?)
- Goffredo Del Tufo (1326 - 1330)
- Matteo (? - 1348)
- Ruggero II (1349 - 1350)
- Angelo da Reggio (1350 - 1365), nommé archevêque de Patrasso
- Pietro Serlupis (1365 - 1373)
- Andrea Codoni (1373 - 1378), nommé évêque de Ceneda
- Marino Del Giudice (1378 - 1380), nommé archevêque de Tarante
  - Giovanni da Gallinaro, O.F.M (1382 - 1384) (antiévêque)
- Tommaso (mentionné en 1385)
  - Vito di Strongoli (1385 - 1399) (antiévêque)
- Nicola (1394 - 1399), nommé archevêque de Rossano
- Vito (1399 - 1403)
- Tommaso Brancaccio (1405 - 1411)
  - Tommaso Brancaccio (1411 - 1417), administrateur apostolique
- Antonio Stamingo, O.F.M (? - 1413), nommé évêque de Bosa
- Lorenzo di Napoli, O.E.S.A (1417 - 1418)
- Angelo (? - 1419), nommé évêque de Potenza
  - Tommaso Brancaccio (1419 - 1427), administrateur apostolique pour la seconde fois
- Stefano da Carrara (1427 - 1432)
- Angelo (1432 - 1438) (pour la seconde fois)
- Nicolò, O.P (1438 - 1446)
- Saba de Carbonibus (1446 - 1447)
- Lorenzo, O.F.M (1447 - 1448)
- Onofrio di Santa Croce (1448 - 1471)
- Orso Orsini (1471 - 1474), nommé évêque de Teano
- Scipione Cicinello (1474 - 1494)
- Agostino de Guarino (1497 - 1510)
  - Oliviero Carafa (1510 - 1511), administrateur apostolique
- Ludovico di Canossa, O.Cist (1511 - 1516), nommé évêque de Bayeux
  - Siège vacant (1516-1529)
- Alessandro Spagnuolo (1529 - 1535)
- Gerolamo Falinghieri (1535 - 1539)
- Francesco Orsini (1539 - 1554)
- Nunzio Antonio de Capriolis (1554 - 1584)
- Giovan Battista Santoro (1586 - 1592)
- Ottavio Mirto Frangipane (1592 - 1605), nommé archevêque de Tarante
- Diomede Carafa (1605 - 1609)
- Sebastiano o Settimio Roberti (1609 - 1611)
- Roberto Roberti, O.P (1611 - 1624)
- Pier Luigi Carafa I (1624 - 1646)
- Pier Luigi Carafa II, C.R (1646 - 1672)
- Andrea Francolisio (1673 - 1676)
- Gaspare Toralto (1676 - 1681)
- Gaspare Mezzomonaco, O.S.B.Oliv (1682 - 1683)
- Fulvio Cribelli (1684 - 1685)
- Francesco Antonio Leopardi (1685 - 1717)
- Luca Trapani (1718 - 1719)
- Simone Veglini (1720 - 1720)
- Nicolò Antonio Carafa, O.S.B.Oliv (1720 - 1741)
- Antonio Zavarroni (1741 - 1759)
- Antonio del Plato (1760 - 1783)
  - Siège vacant (1783-1792)
- Fortunato Pinto (1792 - 1805), nommé évêque de Salerne
  - Siège vacant (1805-1819)
- Pietro Paolo Presicce, O.A.D (1819 - 1838)
- Camillo Letizia, C.M (1838 - 1859)
- Simone Spilotros, O.Carm (1859 - 1877)
- Camillo Siciliano di Rende (1877 - 1879), nommé archevêque de Bénévent
- Angelo Michele Onorati (1879 - 1903)
- Anselmo Filippo Pecci, O.S.B (1903 - 1907), nommé archevêque d'Acerenza et de Matera
- Giovanni Fiorentini (1909 - 1919), nommé évêque de Catanzaro
- Achille Grimaldi (1921 - 1921)
- Raffaello Delle Nocche (1922 - 1960)
- Bruno Pelaia (1961 - 1974)
  - Siège vacant (1974-1976)
- Giuseppe Vairo (1976 - 1977)
- Carmelo Cassati, M.S.C (1979 - 1985), nommé évêque de San Severo et de Lucera
- Francesco Zerrillo (1985 - 1997), nommé évêque de Lucera-Troia
- Salvatore Ligorio (1997 - 2004), nommé archevêque de Matera-Irsina
- Vincenzo Carmine Orofino (2004 - 2016), nommé évêque de Tursi-Lagonegro
- Giovanni Intini, (2016 - 2022), nomme archevêque de Brindisi-Ostuni
- Antonio Giuseppe Caiazzo (2023 - 2025), aussi archevêque de Matera-Irsina, nommé évêque de Cesena-Sarsina
- Benoni Ambarus (depuis 2025), aussi archevêque de Matera-Irsina